# GeneSat-1
GeneSat-1 est un CubeSat entièrement automatisé qui fournit un support de vie pour les bactéries.

## Historique
Ce satellite est mis en orbite le 16 décembre 2006, à partir de Wallops Flight Facility. GeneSat-1 commence à transmettre des données à son premier passage au-dessus de la station de contrôle de la mission en Californie.
Le nano-satellite contient des systèmes embarqués dans un laboratoire tels que des capteurs et des systèmes d'optiques permettant de détecter des protéines qui sont les produits de l'activité génétique spécifique. Les connaissances acquises à partir de GeneSat-1 sont destinées à faciliter la compréhension scientifique sur la façon dont le vol spatial affecte le corps humain.